# Zoom (Rachid Taha)
Zoom è il tredicesimo album del cantautore algerino Rachid Taha. Pubblicato in Italia il 26 marzo 2013.Fra i collaboratori degni di nota ci sono Mick Jones, Brian Eno e Rodolphe Burger.

## Tracce
Tutte le tracce sono composte da Rachid Taha eccetto Wesh (n'amal): composta da Rachid Taha e Justin Adams
1. Wesh (n'amal) - 4:10
2. Zoom sur Oum - 4:11
3. Jamila - 4:21
4. Now or Never - 4:24 (Featuring Jeanne Added)
5. Fakir - 3:25
6. Ana - 3:41
7. Les artistes - 4:12
8. Khalouni/Ya Oumri - 4:29 (Featuring Cheba Fadela)
9. Algerian tango - 5:11
10. Galbi - 3:22
11. Voila voila - 4:21